# Leskovac (gmina Petrovac na Mlavi)
Leskovac (cyr. Лесковац) – wieś w Serbii, w okręgu braniczewskim, w gminie Petrovac na Mlavi. W 2011 roku liczyła 359 mieszkańców.